# Cynanchum jumellei
Cynanchum jumellei är en oleanderväxtart som beskrevs av Choux. Cynanchum jumellei ingår i släktet Cynanchum och familjen oleanderväxter. Inga underarter finns listade i Catalogue of Life.